# NGC 912
NGC 912 (również PGC 9222) – galaktyka eliptyczna (E-S0), znajdująca się w gwiazdozbiorze Andromedy. Odkrył ją Édouard Jean-Marie Stephan 30 listopada 1878 roku.